# Olivia Manescalchi
Olivia Manescalchi (Torino, 3 marzo 1971) è un'attrice e doppiatrice italiana.

## Biografia
Si è diplomata nel 1993 alla scuola del Teatro Stabile di Torino di Luca Ronconi. Successivamente ha preso parte ad alcuni seminari di formazione con Umberto Orsini, Mauro Avogadro, Gabriele Lavia, Ettore Scola. Partecipa negli anni a produzioni del Teatro Stabile di Torino e di Teatro Settimo.
Per la TV da segnalare la partecipazione alla serie La parola ai giurati e al film TV Due mezzi papà. Per il cinema ha partecipato al film di Giuseppe Piccioni Fuori dal mondo. Nel gennaio 2002 debutta in Un giorno dopo l'altro di Carlo Lucarelli, spettacolo in cartellone al Teatro Stabile di Torino.
Dal 1999 al 2008 ha interpretato la Gnoma Linfa nella Melevisione in onda su Rai 3.
Nel 2018 partecipa alla seconda serie di Sacrificio d'amore, l’anno seguente a Il mondo sulle spalle su Rai 1.
Nel 2019 recita nella miniserie televisiva Ognuno è perfetto diretta da Giacomo Campiotti, e nel 2021 nel film per la televisione Chiara Lubich - L'amore vince tutto, sempre diretto da Campiotti.
Nel 2024 prende parte alla 14^ stagione di  Don Matteo interpretando Adelina Rosato/Adele Dubois, la mamma di Giulia Mezzanotte.

## Doppiaggio

### Cinema
- Famke Janssen in The Ten
- Annabelle Wallis in Sword of Vengeance - La spada della vendetta
- Maria Bello in The Sisters - Ogni famiglia ha i suoi segreti
- Resminé Atis in Splinter
- Alicja Sapryk in Avalon
- Sharon Stone in When a Man Falls in the Forest
- Katja Riemann in Shanghai Baby
- Alyshia Ochse in La suora del peccato
- Maribel Verdú in La buona stella
- Sheila Kelley in The Guest
- Sandra Hüller in Sibyl - Labirinti di donna
- Sandrine Bonnaire in Il sapore della felicità

### Film d'animazione
- Mamma scoiattolo ne Il Gruffalo[1], Gruffalo e la sua piccolina[2]
- Amneris (parte parlata) in Aida degli alberi

### Televisione
- Famke Janssen in Nip/Tuck

- Eva Longoria, Victoria Rowell, Tamara Clatterbuck, Chené Lawson e Marisa Ramirez in Febbre d'amore
- Julia Haacke e Caroline Beil in Tempesta d'amore
- Charlotte Ross in Il tempo della nostra vita
- Caridad Ravelo in Il segreto della nostra vita
- Ingra Liberato in Pantanal
- Daniela Castro in Amanti
- Priscilla Fantin in Terra nostra 2 - La speranza
- Vanessa Saba in Eredità d'amore
- Angela Correa in I due volti dell'amore
- Nora Salinas in Esmeralda
- Mayte Vilán in Maddalena
- Alma Delfina in Marcellina
- Manuela do Monte in Garibaldi, l'eroe dei due mondi
- Scarlet Ortiz in Betty la fea
- Blanca Soto in Eva Luna
- Cynthia Nixon e Lola Glaudini in Law & Order: Criminal Intent
- Olivia Pope in Scandal

### Cartoni animati
- Junko Saotome in Nana
- Voce narrante in Le avventure di Aladino
- Mamma Dinky Doo in Pinky Dinky Doo
- Volpe, Moffetta, Orsettina, Tasso e Signora Alce in Franklin
- Carmen in All'arrembaggio!
- Six (1a voce) in Tripping the Rift
- Didascalie in Orfani